# هانا وادینگهام
هانا وادینگهام (انگلیسی: Hannah Waddingham؛ زادهٔ ۲۸ ژوئیهٔ ۱۹۷۴) بازیگر و خواننده اهل بریتانیا است.

## گزیدهٔ فیلم‌شناسی

### سینما
- بینوایان (۲۰۱۲)
- فریب‌کاری (۲۰۱۹)
- شعبده‌بازی ۲ (۲۰۲۲)
- فال گای (۲۰۲۴)
- فیلم گارفیلد (۲۰۲۴)
- مأموریت: غیرممکن – روزشمار نهایی (۲۰۲۴)

### تلویزیون
- قهرمان من (۲۰۰۳ و ۲۰۰۶)
- ویلیام و مری (۲۰۰۵)
- پزشک‌ها (۲۰۰۸)
- مارپل آگاتا کریستی (۲۰۱۰ و ۲۰۱۱)
- خانواده من (۲۰۱۱–۲۰۱۰)
- بازی تاج‌وتخت (۲۰۱۶–۲۰۱۵)
- ۱۲ میمون (۲۰۱۷)
- کریپتون، (۲۰۱۹–۲۰۱۸)
- آموزش جنسی (۲۰۱۹ تا کنون)
- تد لاسو (۲۰۲۳–۲۰۲۰)
- آدمکشان میدسامر (۲۰۲۱)